# Francis Beeding
Francis Beeding è lo pseudonimo di due scrittori britannici di romanzi gialli, John Leslie Palmer (1885 – 1944) e Hilary Aidan St. George Saunders (1898 – 1951). Hanno scritto trentuno romanzi gialli. I romanzi che hanno dato loro la celebrità sono La morte cammina per Eastrepps (1931, considerato una pietra miliare del genere e inserito nella lista dei migliori gialli da Howard Haycraft ed Ellery Queen), The Norwich Victims (1935) e The House of Dr. Edwardes (1927). Quest'ultimo romanzo ispirò il film Io ti salverò diretto da Alfred Hitchcock nel 1945.

## Opere
- The Happy Fool (1922)
- The Seven Sleepers (1925)
- The Little White Hag (1926)
- The Six Proud Walkers (1928)
- Five Flamboys (1929)
- Pretty Sinister (1929)
- The Four Armourers (1930)
- League of Discontent (1930)
- Death Walks in Eastrepps (1931), edito in Italia con il titolo La morte cammina per Eastrepps
- Three Fishers (1931)
- Murder Intended (1932)
- Take It Crooked (1932)
- The Two Undertakers (1933)
- The Emerald Clasp (1933)
- The One Sane Man (1934)
- The Norwich Victims (1935)
- Death in Four Letters (1935)
- The Eight Crooked Trenches (1936)
- Nine Waxed Faces (1936)
- The Erring Under-Secretary (1937)
- Hell Let Loose (1937)
- Love Lies Bleeding (1937)
- Murdered: One By One (1937)
- The Big Fish (1938)
- The Black Arrows (1938)
- The Ten Holy Horrors (1939)
- He Could Not Have Slipped! (1939)
- Not a Bad Show (1940)
- Eleven Were Brave (1941)
- Twelve Disguises (1942)
- The House of Dr. Edwardes (1945)
- There Are Thirteen (1946)